# Winkel (Helme)
Winkel (Helme) este o comună din landul Saxonia-Anhalt, Germania.